# Gócs
Gócs (szlovákul: Gočovo) község Szlovákiában, a Kassai kerület Rozsnyói járásában.

## Fekvése
Rozsnyótól 14 km-re, északnyugatra fekszik.

## Története
A falut a 14. században alapították, első lakói bányászok és pásztorok, első birtokosai a Bebekek voltak. Első írásos említése 1427-ből „Bowch” néven származik, nevét egy Golecs, vagy Golcs nevű emberről kapta. 1427-ben a Bebek család birtokolta 11 portával. Területén főként vasat és ezüstöt bányásztak. 1570-ben a törökök rajtaütöttek a községen, lakosságát részben elpusztították, részben elűzték. Régi lakói már nem tértek többé vissza, ezért a Szepességből és a környező településekről érkezettekkel telepítették újra. Lakói erdei munkások, vaskohászok, kézművesek, fuvarozók voltak. 1774-ben vashámor kezdte meg itt működését.
A 18. század végén Vályi András így ír róla: „GOCS. Goczov. Tót falu Gömör Vármegyében, földes Ura G. Andrásy Uraság, lakosai katolikusok, és más félék, fekszik Dopsinához mellynek filiája, egy mértföldnyire, határjának nagy része hegyes, és köves, melly nehezen miveltetik, réttyei a’ hegyeken ritka fűvet teremnek, legelője jó, fája mind a’ két féle, malma, piatzozása két, ’s három mértföldnyire, keresetre jó módgya az Uraságnak vas hámorában, káposztás földgyei is meglehetősek, második Osztálybéli.”
1828-ban 76 házában 607 lakos élt.
A 19. század közepén Fényes Elek leírásában: „Gócs, (Goczowo), tót falu, Gömör és Kis-Honth egyesült vmegyékben Rosnyóhoz északra 1 mfd.: 44 kath., 563 evang. lak. Evang. anyaszentegyház. Hegyes, sovány földeit a záporok járják; rétje, legelője bőven levén sok juhot tart; vasbányákban dolgozik, fuvarozik; az alföldre deszkát s más faeszközöket hord. F. u. gróf Andrásy.”
Borovszky Samu monográfiasorozatának Gömör-Kishont vármegyét tárgyaló része szerint: „Gócs, sajóvölgyi tót kisközség, körjegyzőségi székhely, 103 házzal és 511 ág. ev. h. vallású lakossal. 1427-ben Bowch elferdített alakban említik. Krasznahorka vár tartozéka volt és ez uradalom többi birtokainak sorsában osztozott. Most is az Andrássy családnak van itt nagyobb birtoka. Gočov és Goczowo tót néven is ismeretes volt. 1774-ben már szerepel vashámora is, mely akkoriban a Snobel Andrásé volt. A mult század elején a lakosok kiterjedt juhtenyésztést űztek. Ág. h. ev. temploma 1760-ban épült. Postája, távírója és vasúti állomása Alsósajón van.”
1920-ig Gömör-Kishont vármegye Rozsnyói járásához tartozott.

## Népessége
| Év:            | 1994. | 2004.   | 2014.   | 2024.    |
| -------------- | ----- | ------- | ------- | -------- |
| Emberek száma: | 404   | 403     | 369     | 291      |
| Eltérés:       |       | -0,24 % | -8,43 % | -21,13 % |

| Év:            | 2023. | 2024.   |
| -------------- | ----- | ------- |
| Emberek száma: | 297   | 291     |
| Eltérés:       |       | -2,02 % |

1910-ben 478 lakosából 443 szlovák, 30 magyar és 5 német anyanyelvű volt.
2001-ben 410 lakosából 406 szlovák volt.
2011-ben 387 lakosából 359 szlovák volt.
2021-ben 316 lakosából 311 szlovák, 2 magyar (0,63%), 1 ukrán, 2 ismeretlen nemzetiségű volt.

## Nevezetességei

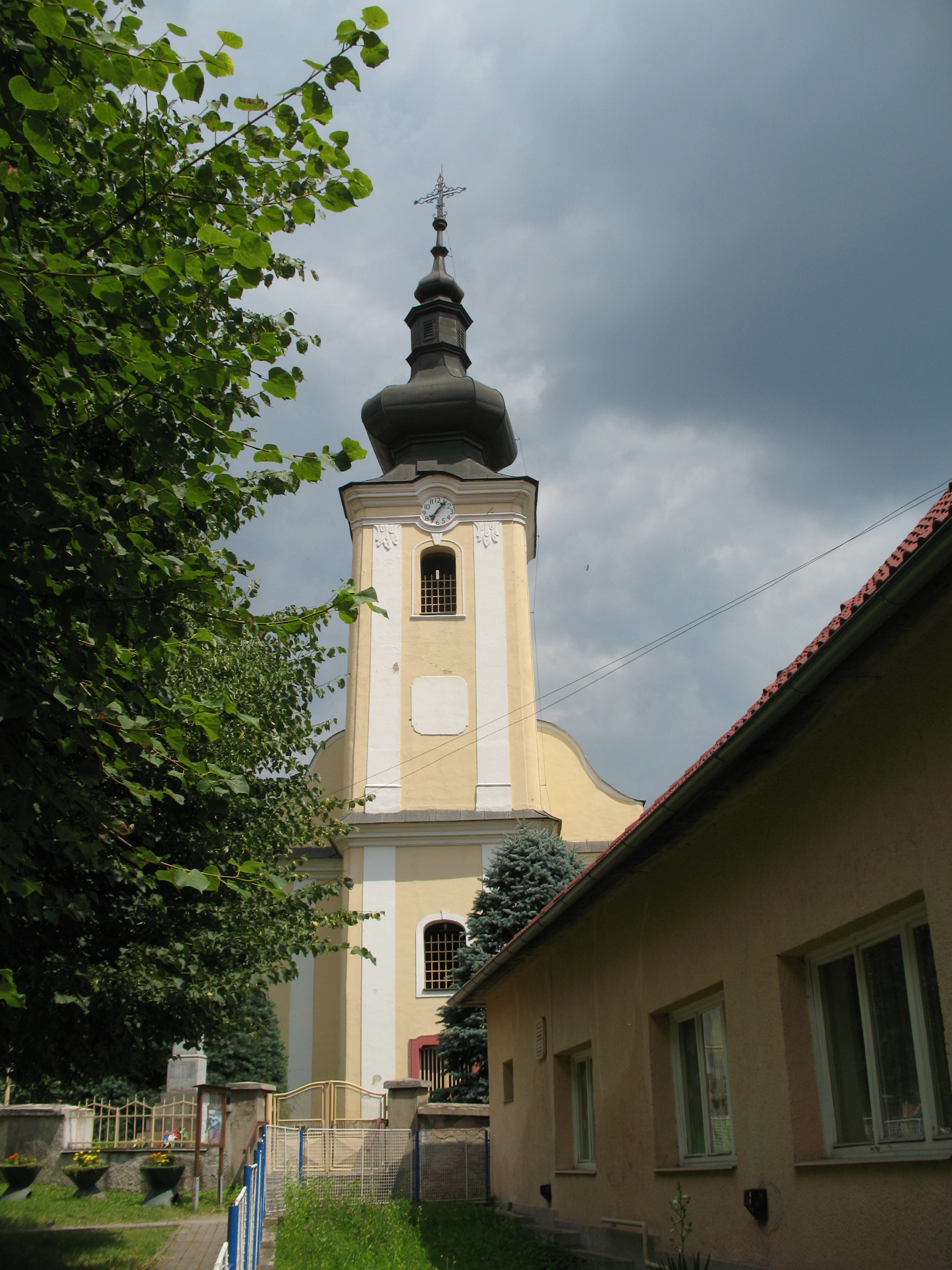
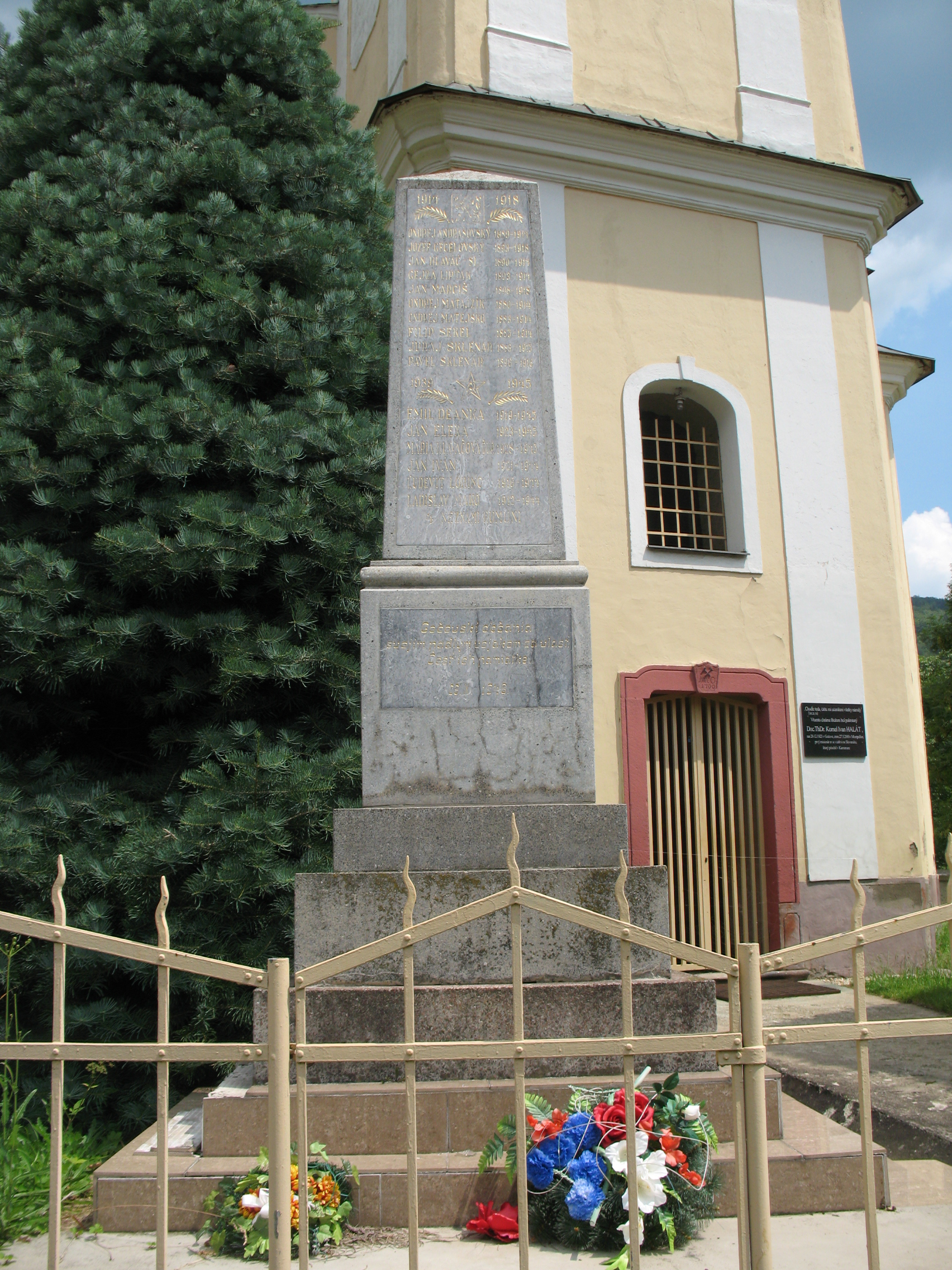
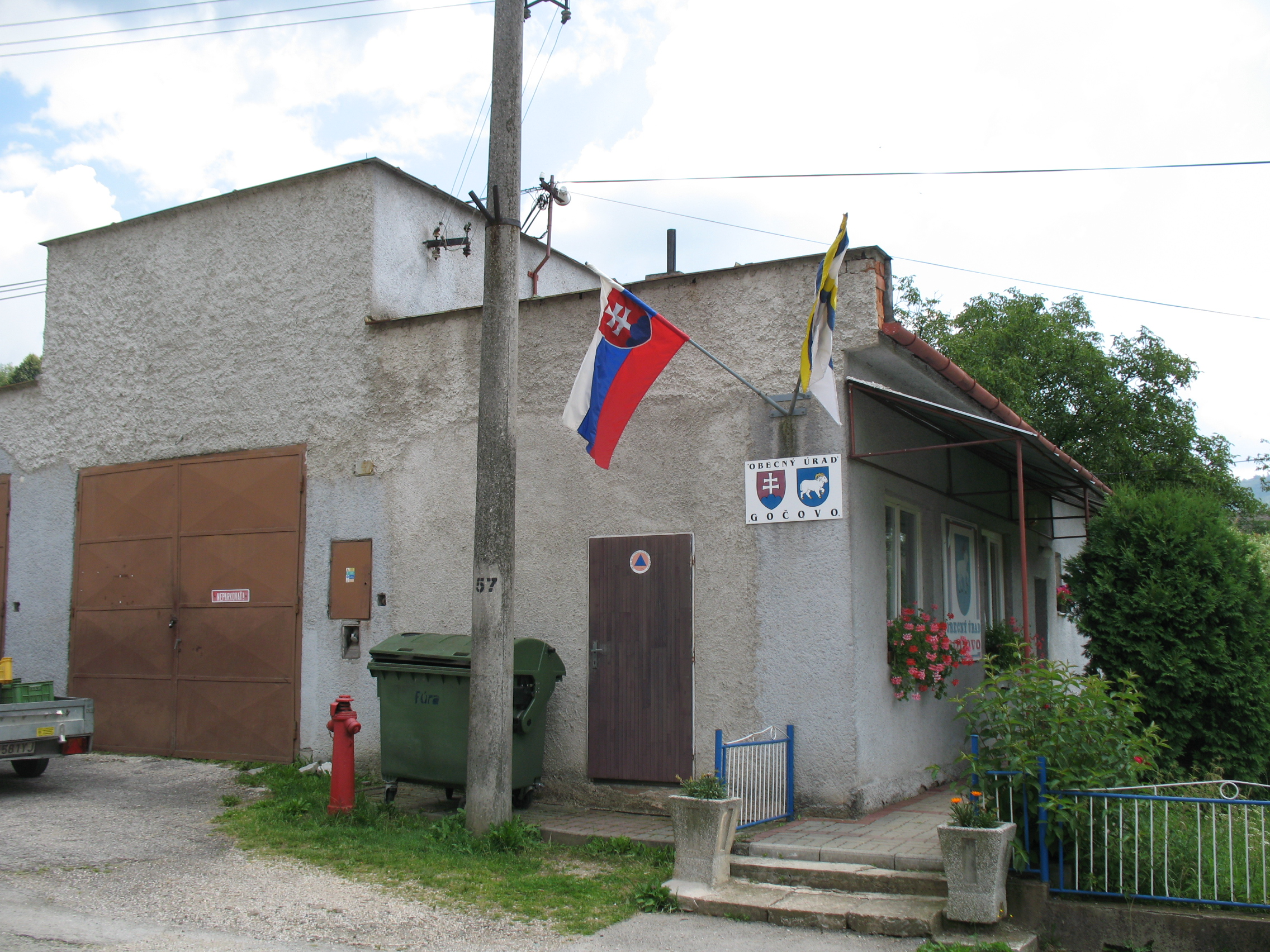
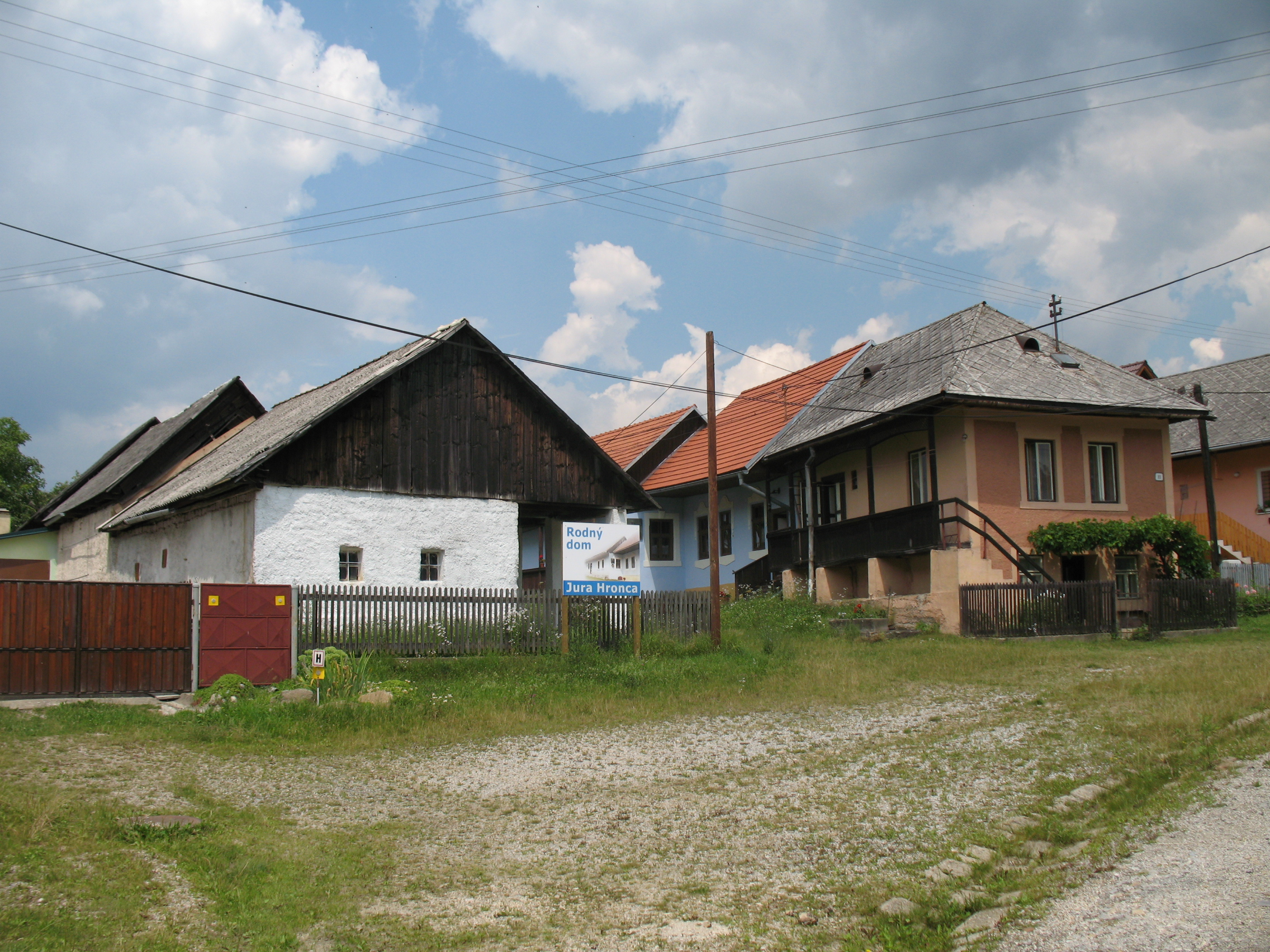
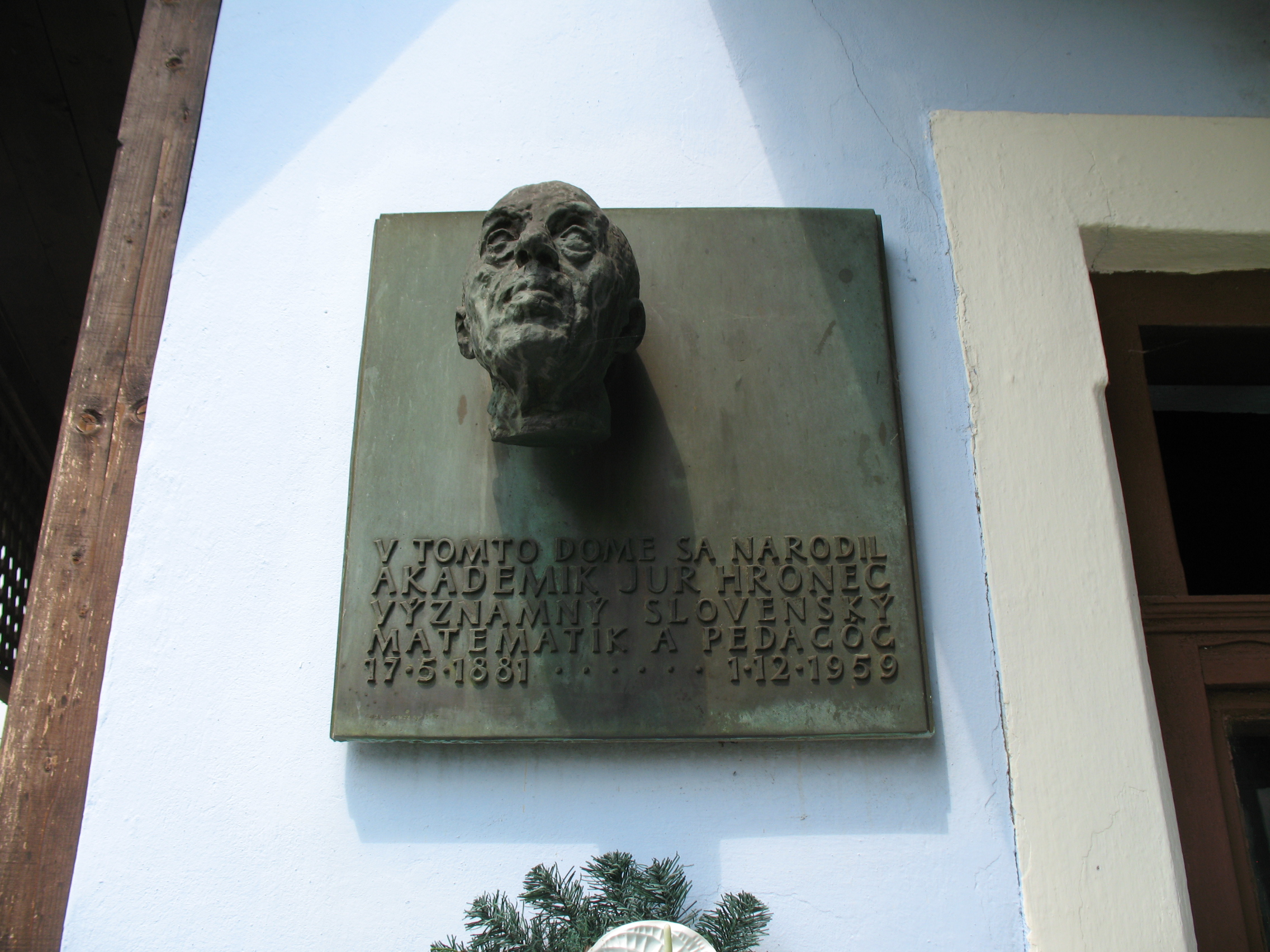
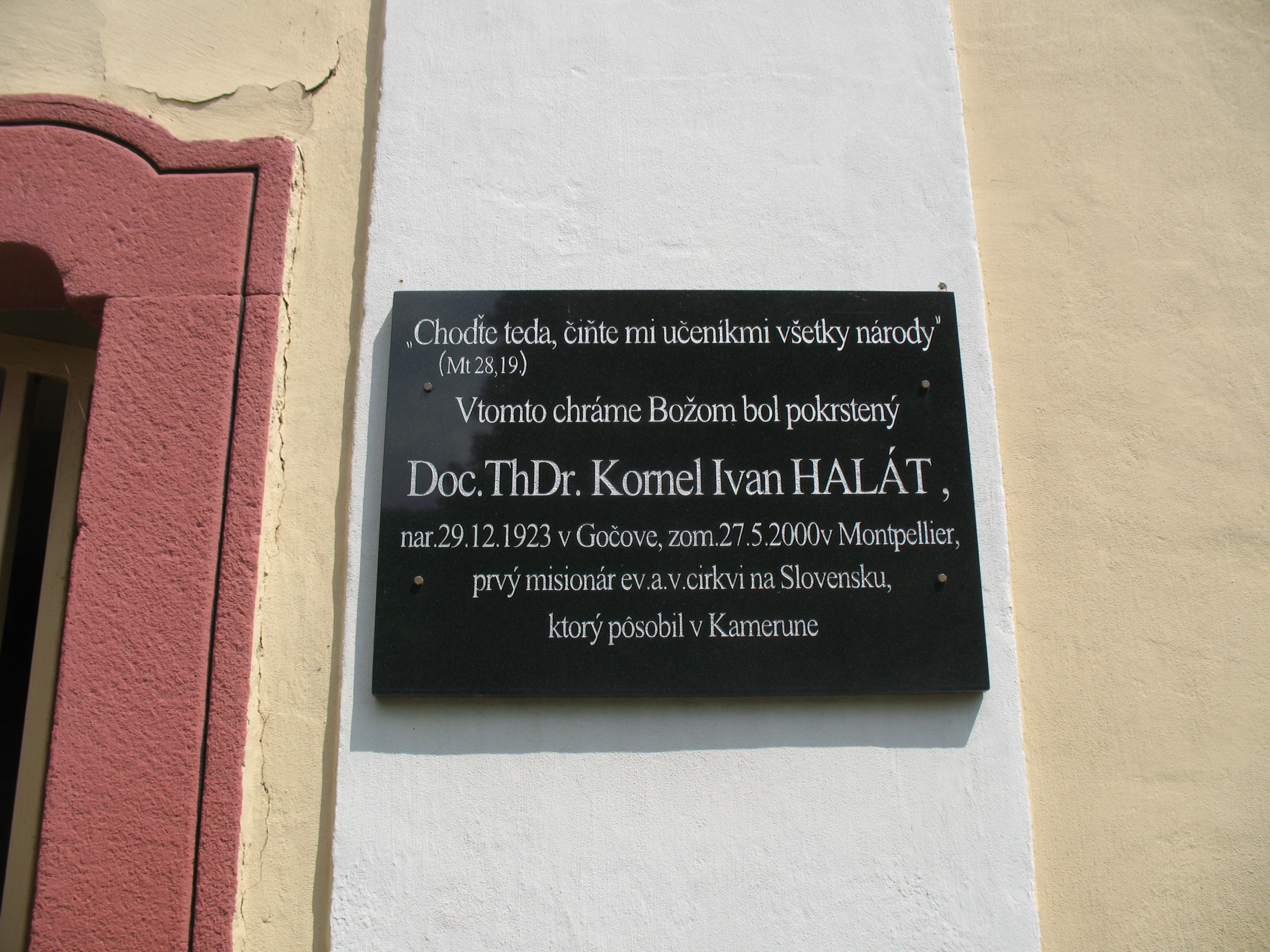

- Evangélikus temploma a 18. század végén, 1781 és 1792 között, II. József türelmi rendelete alapján épült, tornya a 19. század elején épült hozzá. Berendezése 18. századi, legfigyelemreméltóbb kincse egy 16. századi gótikus kehely.

## Híres emberek
- Itt született 1881. május 17-én Jur Hronec szlovák matematikus, a szlovák akadémia tagja, szülőháza emléktáblával van megjelölve.